# Vigano San Martino
Vigano San Martino é uma comuna italiana da região da Lombardia, província de Bérgamo, com cerca de 989 habitantes. Estende-se por uma área de 3 km², tendo uma densidade populacional de 330 hab/km². Faz fronteira com Albino, Berzo San Fermo, Borgo di Terzo, Casazza, Grone.

## Demografia
| Variação demográfica do município entre 1861 e 2011                               |
|                                                                                   |
| Fonte: Istituto Nazionale di Statistica (ISTAT) - Elaboração gráfica da Wikipedia |